# كيت تشانتوريا

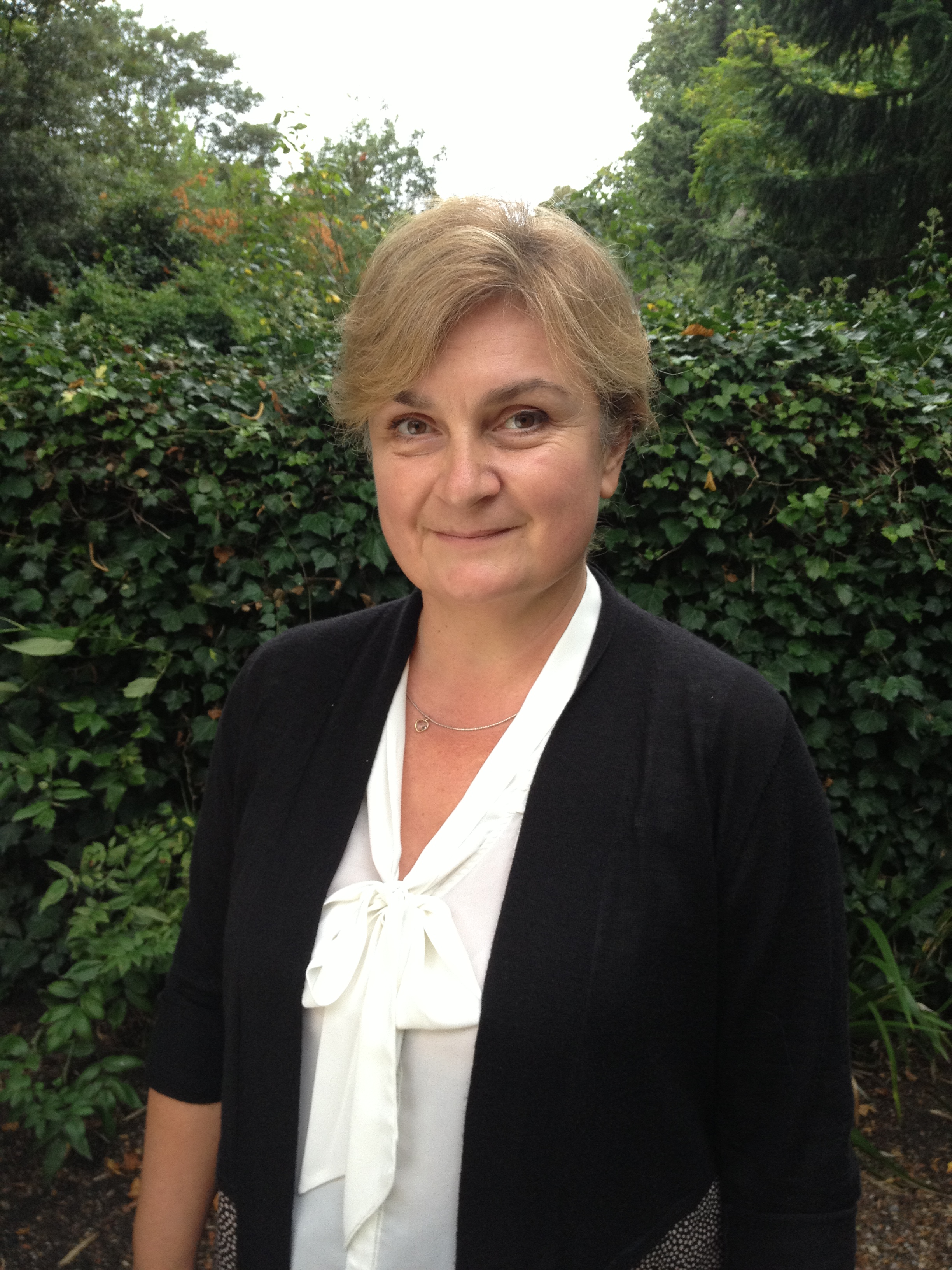
البروفسورة كيت تشانتوريا

كيت تشانتوريا (مواليد 1960) هي أخصائية نفسية بريطانية، وأستاذة علم النفس في اضطرابات الأكل في معهد الطب النفسي وعلم النفس وعلم الأعصاب، كينجز كوليدج لندن. وهي أيضًا استشارية علم النفس في مؤسسة جنوب لندن ومودسلي لخدمات الصحة النفسية الوطنية للخدمة الوطنية لاضطرابات الأكل. تشمل اهتماماتها البحثية الرئيسية الاختلافات الثقافية في أعراض المرض، والملامح المعرفية في اضطرابات الأكل، والعمل التجريبي في معالجة العواطف والبحوث الترجمية لتحويل النتائج التجريبية إلى ممارسة سريرية حقيقية. كما تهتم تشانتوريا بشكل خاص بالصحة العقلية للمرأة، وكانت رائدة في مسار السلام لمرض التوحد واضطراب الأكل.

## التعليم
بدأت تشانتوريا مسيرتها الأكاديمية في جامعة ولاية تبليسي، جورجيا (دولة) في عام 1977، وحصلت على درجة البكالوريوس في علم النفس العام والتجريبي في عام 1982 ودكتوراه في علم النفس التجريبي (دكتوراه) في عام 1988. انتقلت إلى لندن بالمملكة المتحدة في عام 1997 وتم اعتمادها كأخصائية نفسية إكلينيكية معتمدة (2001) وحصلت لاحقًا على زمالة الجمعية البريطانية لعلم النفس في عام 2014.

## الحياة المهنية والأبحاث

### المسيرة الأكاديمية
أصبح تشانتوريا أستاذًا مشاركًا في جامعة ولاية تبليسي في عام 1995. بعد انتقالها إلى لندن في عام 1997، أصبحت زميلة أبحاث إكلينيكية في معهد الطب النفسي، كينجز كوليدج لندن في عام 1998. عينت لاحقًا محاضرة في دراسات الصحة العقلية واضطرابات الأكل في معهد الطب النفسي وعلم النفس وعلم الأعصاب في عام 2004.
يتعلق بحث تشانتوريا في المقام الأول بالجوانب المعرفية والاجتماعية والعاطفية لاضطرابات الأكل، وتنفيذ علم النفس الإيجابي في الممارسة السريرية. وقامت بتكييف برنامج تدريبي معرفي لاضطرابات الأكل، يسمى العلاج المعرفي العلاجي الذي يسعى إلى معالجة الأساليب المعرفية غير المرنة والمفرطة في التركيز على التفاصيل في المرضى الذين يعانون من اضطرابات الأكل. تبحث أحدث أبحاثها في طبيعة سمات التوحد لدى المرضى الذين يعانون من اضطرابات الأكل. لقد طورت مسارًا سريريًا جديدًا للمرضى المصابين بالتوحد المرضي واضطرابات الأكل في مؤسسة جنوب لندن ومودسلي لخدمات الصحة النفسية الوطنية للخدمة الوطنية لاضطرابات الأكل.

### العمل الإكلينيكي
عملت تشانتوريا كطبيبة نفسية إكلينيكية في مستشفى الطب النفسي في مدينة تبليسي من 1982-1994. ثم عينت في دور استشارية علم النفس العيادي في قسم العيادات الخارجية في معهد الطب النفسي في تبليسي.
بعد انتقاله إلى المملكة المتحدة، عملت تشانتوريا كزميل أبحاث إكلينيكية في معهد الطب النفسي وعلم النفس وعلم الأعصاب، كينجز كوليدج لندن من 1998-2003. واصلت بعد ذلك عملها كطبيبة نفسية محلية ثم مستشارة (رائدة) في علم النفس السريري في عام 2004 في مؤسسة مساعدة الاضطرابات الوطنية في مؤسسة مودسلي لخدمات الصحة النفسية. وتعمل حاليًا في هذا الدور. طور تشانتوريا بروتوكولات العلاج الجماعي لبرنامج علاج المرضى الداخليين لاضطرابات الأكل بالإضافة إلى تدخلين نفسيين فرديين قائم على الأدلة: العلاج المعرفي (CRT) والعلاج المعرفي والتدريب على مهارات العاطفة (CREST). تم تكييف معظم الكتيبات السريرية للفئات العمرية الأصغر وترجمت إلى لغات مختلفة.

### مسار لاضطرابات الأكل والتوحد
مهد بحث تشانتورياالطريق لإجراء بحث مكثف في خدمة اضطرابات الأكل في جنوب لندن ومؤسسة مساعدة الاضطرابات الوطنية في مؤسسة مودسلي لخدمات الصحة النفسية. حددت الأبحاث التي أجرتها معملها وجود تداخل بين التوحد واضطرابات الأكل ووجدت أن ما يقرب من 35٪ من النساء المصابات بفقدان الشهية العصبي مصابات بالتوحد المرضي المشترك، ومع ذلك، فإن الإناث معرضات بشكل كبير لخطر عدم تشخيص مرض التوحد لأن الصعوبات التي يواجهنها غالبًا ما يتم وصفها بشك ل خاطئ أو يتم تفويتها تمامًا. لذلك، غالبًا ما لا يتم تشخيص النساء في خدمات اضطرابات الأكل المصابات بالتوحد المرضي المصاحب ويفشلن في تلقي العلاج المناسب. قامت البروفيسورة تشانتوريا وزملاؤها بتطوير وتنفيذ مسار سريري جديد مصمم خصيصًا لاحتياجات مرضى التوحد الذين يعانون من اضطرابات الأكل: مسار السلام (مسار اضطرابات الأكل والتوحد الذي تم تطويره من التجربة السريرية). تم تمويل هذا المسار السريري من قبل مؤسسة جنوب لندن وبدعم إضافي من مؤسسة مودسلي. تم تطوير المسار الجديد باستخدام منهجية نموذج التحسين الخاص بمعهد الرعاية الصحية، باستخدام تنسيق خطة تكرارية، القيام، الدراسة، العمل (PDSA) لإدخال التغيير والمشاركة في إنتاج العمل مع الأشخاص ذوي الخبرة الحية ومقدمي الرعاية والأطباء.
استنادًا إلى نتائج دراساتهم النوعية التي حددت احتياجات أصحاب المصلحة الثلاثة، قامت تشانتوريا وزملاؤها بإشراك الأشخاص ذوي الخبرة الحية ومقدمي الرعاية والأطباء من الخدمة الوطنية لاضطرابات الأكل لتطوير المسار السريري للسلام.
بصفتها المحقق الرئيسي لمسار السلام، تنشر تشانتوريا نتائجها من خلال عدة وسائل، بما في ذلك الكتاب، المحكم من الأقران، ومنصات التواصل الاجتماعي، والمؤتمرات حول العالم، والمقابلات مع وسائل الإعلام وموقع إلكتروني. يتضمن موقع الويب مجموعة من الموارد المجانية ومنشورات المدونات.

## المنشورات
كتب تشانتوريا العديد من الكتب المدرسية المتعلقة بعلاج اضطرابات الأكل، بما في ذلك: العلاج النفسي الجماعي الموجز لاضطرابات الأكل، (2015) والعلاج المعرفي العلاجي (CRT) لاضطرابات الأكل والوزن، (2015). صدر كتابها الأخير بعنوان دعم المصابين بالتوحد الذين يعانون من اضطرابات الأكل: دليل لتكييف العلاج ودعم التعافي في مارس 2021 من قبل جيسيكا كينجسلي للنشر. تناول تشانتوريا الصلة بين التوحد وفقدان الشهية العصبي في مقابلة مع بي بي سي.
تشانتوريا هي كاتبة لأكثر من 300 مقال صحفي تمت مراجعته من قبل الزملاء. مؤشر إتش الخاص بها في عام 2022 هو 64، مع ذكر 30 منشوراً أكثر من 100 مرة. في عام 2019، تم الاعتراف بـتشانتوريا كواحدة من رواد العالم في مجال البحث حول علاج اضطرابات الأكل، حيث احتلت المرتبة الخامسة في مؤشر Expertscape بين خبراء العالم في مرض فقدان الشهية العصبي.

## الأوسمة والجوائز
- 2020: جائزة المساهمة المتميزة، جمعية علم النفس البريطانية، مجلس الممارسة السريرية[27]
- 2021: عضو منتخب في Academia Europaea (أكاديمية أوروبا)[28]
- 2021: جوائز قيمة HSJ التي نالت الإشادة العالية[29]